# Marco Borg
Pour les articles homonymes, voir Borg.
Marco Borg, né le 16 septembre 1971 à La Valette, est un arbitre de football maltais.

## Carrière d'arbitre
Marco Borg commence sa carrière d'arbitre en 1990, en Championnat de Malte de football. Il est agréé arbitre international en 1997. Il est classé dans la catégorie 3 des arbitres de l'UEFA.
Borg arbitre des matchs de qualification de compétitions européennes de jeunes. En 2009, il arbitre un match de qualification pour la Coupe du monde de football 2010 et l'année suivante un match éliminatoire pour l'Euro 2012. Il arbitre aussi des matchs de Ligue Europa.